# معبد بزرگ تسوباکی آمریکا
معبد بزرگ تسوباکی آمریکا انگلیسی: Tsubaki Grand Shrine of America نخستین معبد شینتویی است که در ایالات متحده آمریکا بعد از جنگ جهانی دوم ساخته شده‌است.